# Teodora (żona cesarza Teofila)
Teodora, gr. Θεοδώρα, cs. Prawiednaja Fieodora, carica greczeskaja (ur. ok. 810 w Elissie (Paflagonia), zm. 11 lutego 867) – cesarzowa bizantyńska, żona cesarza Teofila, święta Kościoła katolickiego i prawosławnego.

## Życiorys
Teodora była armeńską arystokratką i sama macocha cesarza Teofila wybrała ją na żonę dla niego. W 830 roku poślubiła więc Teofila i miała z nim siedmioro dzieci:
- Konstantyna, współcesarza w latach 833-835,
- Michała III Metystesa, kolejnego cesarza,
- Marię, żonę cezara Aleksego Mouselesa,
- Teklę, kochankę cesarza Bazylego I Macedończyka,
- Annę,
- Anastazję,
- Pulcherię.

Po śmierci męża (842) była regentką w imieniu ich małoletniego syna – Michała III. W 843 zwołała synod, który przywrócił 11 marca 843 kult obrazów. Została za to zaliczona w poczet świętych, a na pamiątkę tego wydarzenia Kościół Prawosławny obchodzi święto zwane Niedzielą Ortodoksji. W 856 została obalona i resztę życia spędziła w klasztorze. Za jej rządów cesarstwo walczyło z naporem Arabów w Azji Mniejszej, Egipcie i na Sycylii.
Jej wspomnienie liturgiczne w Kościele katolickim obchodzone jest 11 lutego. Cerkiew prawosławna wspomina świętą 11/24 lutego, tj. 24 lutego według kalendarza gregoriańskiego.
W ikonografii święta przedstawiana jest w cesarskich szatach z koroną na głowie, spod której na ramiona i plecy spada jasna chusta. W jej stroju zwykle dominuje kolor czerwony i niebieski. Elementem wyróżniającym ją spośród innych świętych koronowanych kobiet, jest trzymana w obu dłoniach ikona Zbawiciela, którą w niektórych ujęciach zastępuje krzyż.
Jej atrybutami są: pierścień i zły duch usiłujący pochwycić świętą za rękę.